# United States Note

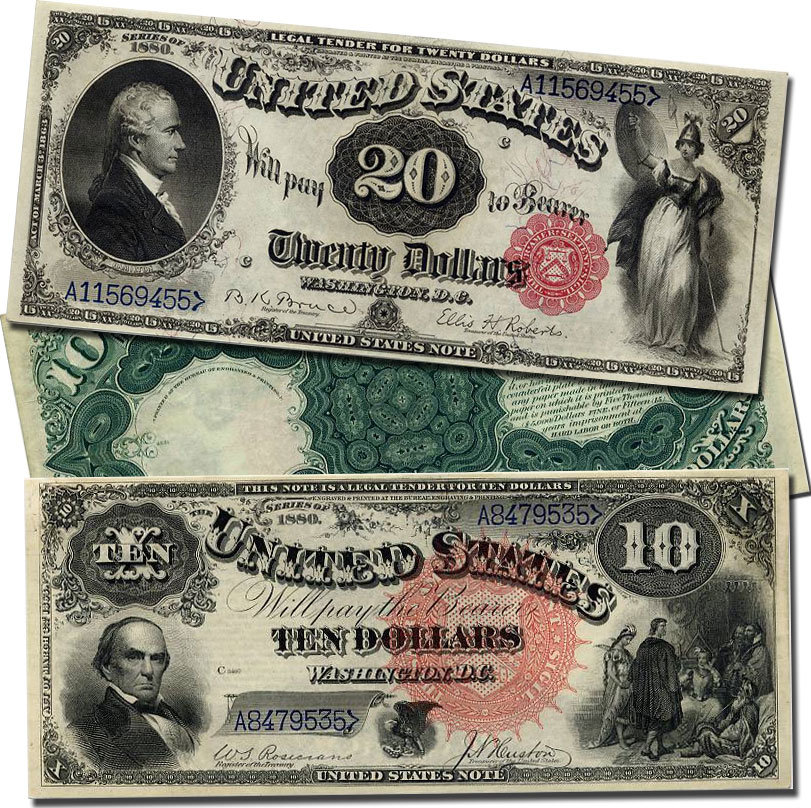
Trois types de United States Note des années 1880.

Le United States Note, également surnommé greenback (« dos vert »), est un type de billet de banque américain mis en circulation directement par le département du Trésor des États-Unis entre 1862 et 1971. 

## Fonctionnement
Ces billets émis par le Trésor américain étaient aussi connus sous le nom de Legal Tender Notes à cause de l'inscription sur chacune de leurs faces : « This Note is a Legal Tender » (Ce billet a cours légal). Ils furent parmi les premiers moyens de paiements à l'échelon national américain, autorisés par les Legal Tender Acts votés entre 1862 et 1863. Ils commencèrent à circuler durant la guerre de Sécession, avec une première série d'émissions appelée Demand Note (1861-1862) et fabriqués par les Unionistes, dont le recto est imprimé à l'encre verte. Cette couleur caractérise depuis toutes les émissions produites par les institutions fédérales (dont la Réserve fédérale des États-Unis en 1913).
Entre 1863 et 1864, fut voté le National Bank Act qui permit enfin d'unifier le système bancaire américain, mais il n'y avait toujours pas d'équivalent à une banque centrale et le système d'émissions des billets n'était pas réservé à une seule institution.
Après l'assassinat d'Abraham Lincoln le 15 avril 1865, d'autres formes de billets virent le jour.
Les United States Notes étaient convertibles en or jusqu'en 1933, mais il ne faut pas les confondre avec le gold certificate. En 1934, les États-Unis abandonnèrent l'étalon-or, dévaluèrent le dollar par rapport à l'or, avant de restaurer la convertibilité sous certaines conditions en 1944 avec les accords de Bretton Woods et le Gold-Exchange Standard. En 1963, John F. Kennedy autorisa l'émission de nouveaux United States Notes adossés aux réserves d'argent du gouvernement fédéral, et quelque 4 milliards de dollars en petites coupures furent émis. 
Plus aucun United States Note n'a été mis en circulation depuis le 21 janvier 1971, date à laquelle la référence à l'or est définitivement abandonnée.